# Nemognatha atripennis
Nemognatha atripennis is een keversoort uit de familie van oliekevers (Meloidae). De wetenschappelijke naam van de soort is voor het eerst geldig gepubliceerd in 1826 door Sturm.